# Ведрич (река)
Ведрич (бел. Ведрыч) — река в Беларуси, протекает по Гомельскому Полесью, по территории Гомельской области, правый приток Днепра.
Главные притоки: реки Днеприк, Держаня — слева, канава Ребуска — справа. Несудоходна.

## Гидрология
Длина реки — 68 км, площадь водосборного бассейна — 1330 км². Берега низменные, пойма шириной 0,6 — 0,8 км. Ширина реки в пределах 6 — 8 метров.
Среднегодовой расход воды в устье у деревни Озёрщина — 4,5 м³/с.
Исток реки начинается в 2 км на юго-запад от деревни Вьюнищи Калинковичского района. Устье у деревни Озерщина Речицкого района.
Населённые пункты на реке: посёлок Антополь и др.
В пойме реки расположены мелиоративные каналы.

## Экология
2 июля 2009 года в реке, в двух километрах от деревни Лиски Речицкого района, был обнаружен массовый мор рыбы. Было установлено наличие ядохимикатов, которые попали в реку с полей местных сельхозпредприятий, на которых проводилась химическая прополка.